# 利特爾頓 (北卡羅萊納州)
利特爾頓（英語：Littleton）是一個位於美國北卡羅萊納州哈利法克斯縣的城鎮。

## 人口
根據2020年美國人口普查的數據，利特爾頓的面積為2.46平方千米，皆為陸地。當地共有人口559人，而人口密度為每平方千米227人。